# Keegan-Michael Key

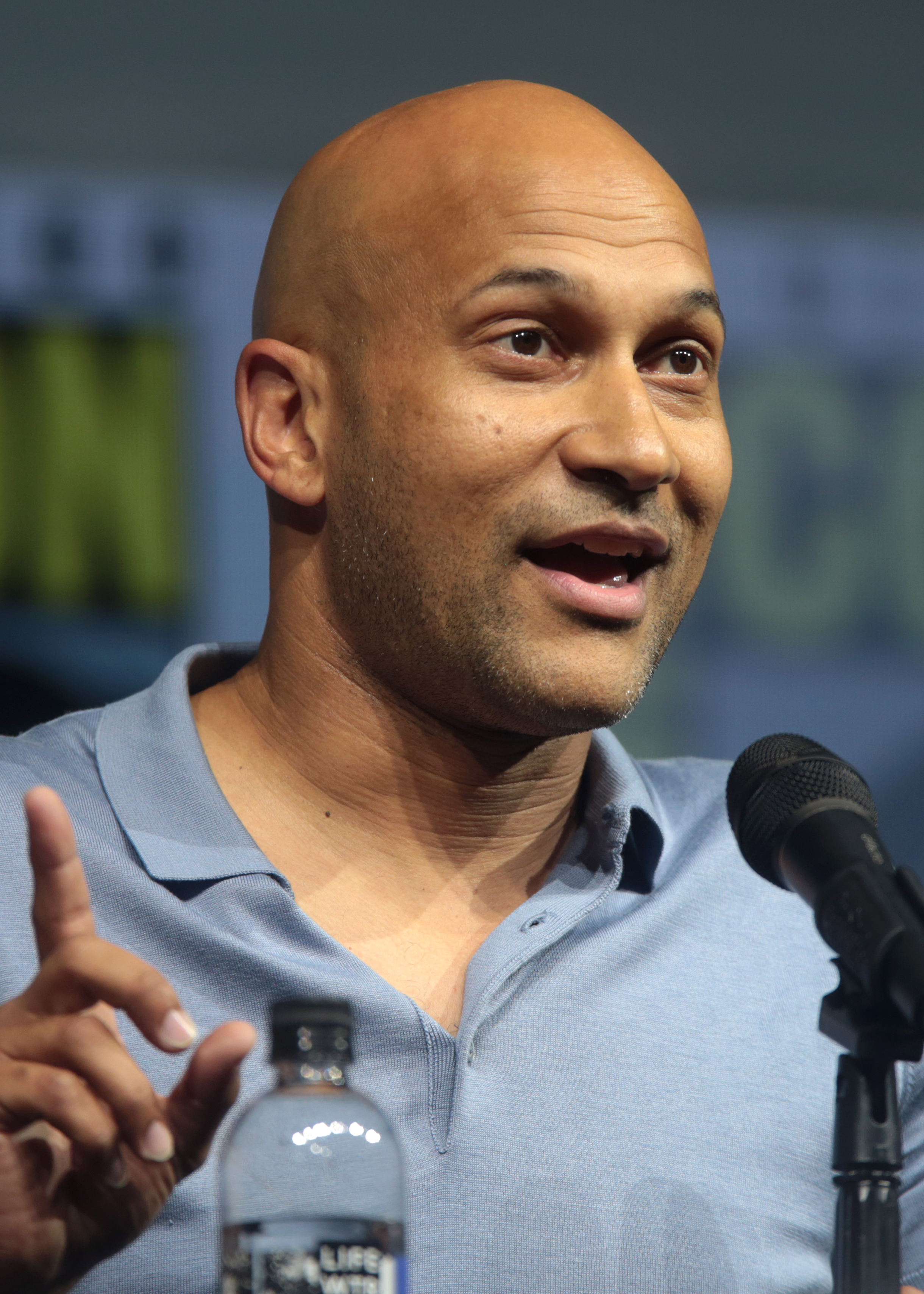
Keegan-Michael Key bei der San Diego Comic-Con im Juli 2018

Keegan-Michael Key (* 22. März 1971 in Southfield, Michigan) ist ein US-amerikanischer Komiker, Schauspieler und Drehbuchautor. Bekannt wurde er insbesondere als Teil des Comedy-Duos Key & Peele, das er mit Jordan Peele von 2012 bis 2015 in der gleichnamigen Fernsehserie auf Comedy Central bildete.

## Leben und Karriere
Key wurde als Kind adoptiert und wuchs in Detroit auf. Später fand er die Identität seiner leiblichen Mutter heraus und erfuhr, dass er zwei Halbbrüder hatte, die aber bereits verstorben waren. Einer seiner Halbbrüder war der Comic-Autor Dwayne McDuffie.
Bis 1989 besuchte er die Shrine Catholic High School in Royal Oak (Michigan). Danach studierte er an der University of Detroit Mercy und später an der Pennsylvania State University, wo er sein Studium mit einem Master of Fine Arts abschloss.
Nach einigen kleineren Rollen stieg er 2004 bei MADtv ein, wo er zunächst im Casting gegen Jordan Peele antrat und später mit ihm gemeinsam engagiert wurde. Key trat bis zum Jahr 2009 in 107 Episoden von MADtv auf.
Von 2012 bis 2015 trat er gemeinsam mit Jordan Peele in der Fernsehserie Key & Peele auf Comedy Central auf.
2014 waren Key und Peele als FBI-Agenten in der Krimiserie Fargo zu sehen.
Für Henry Selicks Animationsfilm Wendell & Wild (2022) liehen Key und Peele den Titelfiguren ihre Stimmen.
2017 wurde er in die Academy of Motion Picture Arts and Sciences (AMPAS) aufgenommen, die u. a. die Oscars vergibt.

## Filmografie (Auswahl)
Schauspieler
- 1999: Get the Hell Out of Hamtown
- 2000: Garage: A Rock Saga
- 2001: Emergency Room – Die Notaufnahme (ER, Fernsehserie, 1 Episode)
- 2003: Uncle Nino
- 2004: Mr 3000
- 2004–2009: MADtv (Fernsehserie, 107 Episoden)
- 2006: Alleyball
- 2007: Frangela (Fernsehfilm)
- 2008: Vorbilder?! (Role Models)
- 2008–2009: Reno 911! (Fernsehserie, 8 Episoden)
- 2009–2010: Gary Unmarried (Fernsehserie, 17 Episoden)
- 2010: Stichtag (Due Date)
- 2011: Meine erfundene Frau (Just Go with It)
- 2011: Bucky Larson: Born to Be a Star
- 2011: Love Bites (Fernsehserie, 2 Episoden)
- 2011: Wilfred (Fernsehserie, 1 Episode)
- 2011: The League (Fernsehserie, 1 Episode)
- 2012–2015: Key and Peele (Fernsehserie, 54 Episoden)
- 2012: Wanderlust – Der Trip ihres Lebens (Wanderlust)
- 2013: Hell Baby
- 2013: Love. Sex. Life.
- 2013: How I Met Your Mother (Fernsehserie, 1 Episode)
- 2013: Epic Rap Battles of History (Fernsehserie, 2 Episoden)
- 2014: The LEGO Movie (Stimme)
- 2014: The Middle (Fernsehserie, 1 Episode)
- 2014: Teacher of the Year
- 2014: Fargo (Fernsehserie, 4 Episoden)
- 2014: Robot Chicken (Fernsehserie, 1 Episode, Stimme)
- 2014: Let’s be Cops – Die Party Bullen (Let’s Be Cops)
- 2014: Kill the Boss 2 (Horrible Bosses 2)
- seit 2014: Bob’s Burgers (Fernsehserie, Stimme)
- 2014–2015: Parks and Recreation (Fernsehserie, 5 Episoden)
- 2014–2015: BoJack Horseman (Fernsehserie, 4 Episoden, Stimme)
- seit 2014: Playing House (Fernsehserie)
- 2015: It’s Always Sunny in Philadelphia (Fernsehserie, 1 Episode)
- 2015: Pitch Perfect 2
- 2015: Welcome to Happiness
- 2015: A World Beyond (Tomorrowland)
- 2015: Hunt the Truth (Fernsehserie, 14 Episoden)
- 2015: Vacation – Wir sind die Griswolds (Vacation)
- 2015: Hotel Transsilvanien 2 (Hotel Transylvania 2, Stimme)
- 2015: White House Correspondents’ Dinner (Fernseh-Special)
- 2015: The Hotwives of Las Vegas (Fernsehserie, 7 Episoden)
- 2015: Freaks of Nature
- 2015: SuperMansion (Fernsehserie, 13 Episoden, Stimme)
- 2016: Keanu
- 2016: Don’t Think Twice
- 2016: Angry Birds – Der Film (The Angry Birds Movie, Stimme)
- 2016: Störche – Abenteuer im Anflug (Storks, Stimme)
- 2016: Why Him?
- 2017: Get Out
- 2017–2019: Friends from College (Fernsehserie, 16 Episoden)
- 2018: Predator – Upgrade (The Predator)
- 2018: Hotel Transsilvanien 3 – Ein Monster Urlaub (Hotel Transylvania 3: Summer Vacation, Stimme)
- 2019: Veep – Die Vizepräsidentin (Veep, Fernsehserie, 1 Episode)
- 2019: Der König der Löwen (The Lion King, Stimme)
- 2019: Der dunkle Kristall: Ära des Widerstands (The Dark Crystal: Age of Resistance, Fernsehserie)
- 2019–2022: Grünes Ei mit Speck (Green Eggs and Ham, Fernsehserie, 23 Folgen, Stimme)
- 2019: Dolemite Is My Name
- 2019: Chaos auf der Feuerwache (Playing with Fire)
- 2020: All die verdammt perfekten Tage (All the Bright Places)
- 2020: Jingle Jangle Journey: Abenteuerliche Weihnachten! (Jingle Jangle: A Christmas Journey)
- 2020: The Prom
- 2021: Schmigadoon! (Fernsehserie)
- 2022: Hotel Transsilvanien – Eine Monster Verwandlung (Hotel Transylvania: Transformania, Stimme)
- 2022: The Pentaverate (Miniserie, 3 Episoden)
- 2022: Chip und Chap: Die Ritter des Rechts (Chip ‘n’ Dale: Rescue Rangers, Stimme)
- 2022: Pinocchio (Stimme)
- 2022: Wendell & Wild (Stimme)
- 2022: Reboot (Fernsehserie, 8 Episoden)
- 2023: Der Super Mario Bros. Film (The Super Mario Bros. Movie, Stimme)
- 2023: Wonka
- 2024: IF: Imaginäre Freunde (IF, Stimme)
- 2024: Abbott Elementary (Fernsehserie, 3 Episoden)
- 2024: Dear Santa – Teuflische Weihnachten (Dear Santa)
- 2024: Elsbeth (Fernsehserie, 1 Episode)

Drehbuchautor
- 2004–2005: Mad TV (Fernsehserie, 22 Episoden)
- 2012–2015: Key and Peele (Fernsehserie, 54 Episoden)
- 2014: Rubberhead (Fernsehfilm, Segment Absorption)

## Auszeichnungen (Auswahl)
- 2013: Peabody Award – Auszeichnung für Key & Peele[5]
- 2014: American Comedy Award – Auszeichnung in der Kategorie Best Alternative Comedy Series für Key & Peele[6]
- 2014: Chicago Comedy Film Festival – Auszeichnung in der Kategorie Best Actor in a Feature für Teacher of the Year[7]